# Priscilla Mamba
Priscilla Innocentia Lungile Mamba (* 4. Januar 1972) ist eine eswatinische Leichtathletin. Sie nahm an den Olympischen Sommerspielen 2000 im 5000-Meter-Lauf der Frauen teil. Sie wurde 16. von 17 Teilnehmerinnen in ihrem Lauf und kam nicht ins Finale. Sie nahm auch an den Weltmeisterschaften 1991, 1999 und 2003 teil.